# Jacqueline Foster

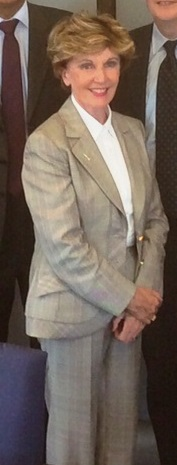
Jacqueline Foster

Jacqueline Foster, geboren Jacqueline Renshaw, (Liverpool, 30 december 1947) is een Europees Parlementslid voor de Britse Conservative Party.

## Levensloop
Foster liep school in de Prescot Girls' Grammar School. In 1969 kwam ze in dienst bij British European Airways, ook na de fusie in 1974 met British Airways. Van 1976 tot 1979 was ze vakbondsafgevaardigde voor het cabinepersoneel bij de Transport and General Workers' Union. In 1975 trouwde ze met Peter Foster, maar ze scheidden in 1981.
In 1981 verliet ze British Airways en werd Area Manager (Oostenrijk) voor Horizon Tours, een vennootschap voor organisatie van vakantiereizen. Na vier jaar keerde ze naar British Airways terug. In 1989 stichtte ze mee Cabin Crew '89, een onafhankelijke vakbond, en behoorde er tot de leiding.
Foster combineerde haar activiteiten binnen de vakbond met een actief lidmaatschap van de Conservative Party. Ze werd ondervoorzitter van de conservatieve partijafdeling in Twickenham. Voor de parlementsverkiezingen van 1992 was ze kandidaat in de kiesomschrijving Newham South, een zetel in Oost-Londen die gehouden werd door Labour. Ze slaagde erin de Labourmeerderheid te doen slinken. Ze was ook kandidate om in 1994 de Conservatives te vertegenwoordigen in de tussentijdse verkiezing in Eastleigh maar werd niet geselecteerd door het partijbestuur.
Voor de verkiezingen van november 1995 werd ze niet geselecteerd als kandidaat voor de kiesomschrijving Bromley en Chislehurst. In augustus 1996 was ze kandidaat in de kiesomschrijving Peterborough. Ze verklaarde tijdens de campagne haar oppositie tegenover de euro. Ze werd verslagen door de Labourkandidate Helen Brinton.
Voor de Europese verkiezingen van 1999 werd haar de vijfde plaats toegekend voor de kiesomschrijving North West England en ze werd verkozen. In het parlement werd ze lid van de Commissie Industrie en Transport (Luchtvaart) en vanaf 2001 was ze woordvoerder voor de conservatieven betreffende Transport.
In 2004 stond ze op de vierde plaats voor de Europese verkiezingen, maar werd niet herkozen, toen de conservatieven in North West England slechts drie zetels haalden.
Zij stichtte toen haar eigen firma van luchtvaartconsulenten, onder de naam Foster Jay Ltd.
In 2009 stond ze op de derde plaats en werd opnieuw verkozen in de kiesomschrijving North West.
Voor de Europese verkiezingen van mei 2014 is Foster aangeduid als lijsttrekker.